# Polarbahn (Norwegen)
| Polarbahn bei Elvkroken (Teilstrecke Trondheim-Fauske) |         |                                 |                                 |
| Streckenlänge: | 1215 km |                                 |                                 |
| |         |                                 |                                 |
| Teilstrecke Fauske–Narvik |         |                                 |                                 |
| \| \| \| Ofotbanen von Bjørnfjell \| \| \| \| \| Narvik 68,44° N, 17,41° O \| \| \| \| \| Eisenbahnfähre \| \| \| \| 130 \| Drag 68,04° N, 16,08° O \| Drag 68,04° N, 16,08° O \| \| \| 123 \| Trollpolhaugen Tunnel \| Trollpolhaugen Tunnel \| \| \| 110 \| Tømmerneset 67,9° N, 15,86° O \| Tømmerneset 67,9° N, 15,86° O \| \| \| \| Hellarvik Tunnel (2000 m) \| \| \| \| 100 \| Sandnes \| Sandnes \| \| \| 91 \| Kråkmo 67,81° N, 15,99° O \| Kråkmo 67,81° N, 15,99° O \| \| \| \| Falkelva Tunnel \| \| \| \| \| Tennvatn Tunnel (5070 m) \| \| \| \| 77 \| Sildhopfjellet Tunnel \| Sildhopfjellet Tunnel \| \| \| \| Basis Tunnel \| \| \| \| \| Variante von Bjørnfjell \| \| \| \| \| Gjerdalen \| \| \| \| \| Kobbvatnet 67,62° N, 15,97° O \| \| \| \| \| Lappstorvik \| \| \| \| 52 \| Sommerset 67,55° N, 15,67° O \| Sommerset 67,55° N, 15,67° O \| \| \| 41 \| Kalvik \| Kalvik \| \| \| \| Espenes Tunnel (2710 m) \| \| \| \| 39 \| Kvarv \| Kvarv \| \| \| 31 \| Løktehaugen \| Løktehaugen \| \| \| 27 \| Trengsel bru 67,42° N, 15,67° O \| Trengsel bru 67,42° N, 15,67° O \| \| \| 24 \| Megården Tunnel \| Megården Tunnel \| \| \| \| Hellbukta \| \| \| \| \| Straumen 67,35° N, 15,6° O \| \| \| \| \| Vallvatnet \| \| \| \| \| Svartosen \| \| \| \| \| Nordlandsbanen von Bodø \| \| \| \| 0 \| Fauske 67,26° N, 15,39° O \| Fauske 67,26° N, 15,39° O \| \| \| \| Bratthaugen Tunnel \| \| \| \| \| Finneid 67,25° N, 15,44° O \| \| \| \| \| Nordlandsbanen nach Trondheim \| \| |         |                                 |                                 |
| Strecke |         | Ofotbanen von Bjørnfjell        | Ofotbanen von Bjørnfjell        |
| Kopfbahnhof Strecke ab hier außer Betrieb |         | Narvik 68,44° N, 17,41° O       | Narvik 68,44° N, 17,41° O       |
| Eisenbahnfähre (Strecke außer Betrieb) |         | Eisenbahnfähre                  | Eisenbahnfähre                  |
| Bahnhof (Strecke außer Betrieb) | 130     | Drag 68,04° N, 16,08° O         | Drag 68,04° N, 16,08° O         |
| Tunnel (Strecke außer Betrieb) | 123     | Trollpolhaugen Tunnel           | Trollpolhaugen Tunnel           |
| Bahnhof (Strecke außer Betrieb) | 110     | Tømmerneset 67,9° N, 15,86° O   | Tømmerneset 67,9° N, 15,86° O   |
| Tunnel (Strecke außer Betrieb) |         | Hellarvik Tunnel (2000 m)       | Hellarvik Tunnel (2000 m)       |
| Bahnhof (Strecke außer Betrieb) | 100     | Sandnes                         | Sandnes                         |
| Bahnhof (Strecke außer Betrieb) | 91      | Kråkmo 67,81° N, 15,99° O       | Kråkmo 67,81° N, 15,99° O       |
| Tunnel (Strecke außer Betrieb) |         | Falkelva Tunnel                 | Falkelva Tunnel                 |
| Tunnel (Strecke außer Betrieb) |         | Tennvatn Tunnel (5070 m)        | Tennvatn Tunnel (5070 m)        |
| Tunnel (Strecke außer Betrieb) | 77      | Sildhopfjellet Tunnel           | Sildhopfjellet Tunnel           |
| Tunnel (Strecke außer Betrieb) |         | Basis Tunnel                    | Basis Tunnel                    |
| Abzweig geradeaus und von links (Strecke außer Betrieb) |         | Variante von Bjørnfjell         | Variante von Bjørnfjell         |
| Bahnhof (Strecke außer Betrieb) |         | Gjerdalen                       | Gjerdalen                       |
| Bahnhof (Strecke außer Betrieb) |         | Kobbvatnet 67,62° N, 15,97° O   | Kobbvatnet 67,62° N, 15,97° O   |
| Bahnhof (Strecke außer Betrieb) |         | Lappstorvik                     | Lappstorvik                     |
| Bahnhof (Strecke außer Betrieb) | 52      | Sommerset 67,55° N, 15,67° O    | Sommerset 67,55° N, 15,67° O    |
| Bahnhof (Strecke außer Betrieb) | 41      | Kalvik                          | Kalvik                          |
| Tunnel (Strecke außer Betrieb) |         | Espenes Tunnel (2710 m)         | Espenes Tunnel (2710 m)         |
| Bahnhof (Strecke außer Betrieb) | 39      | Kvarv                           | Kvarv                           |
| Bahnhof (Strecke außer Betrieb) | 31      | Løktehaugen                     | Løktehaugen                     |
| Brücke (Strecke außer Betrieb) | 27      | Trengsel bru 67,42° N, 15,67° O | Trengsel bru 67,42° N, 15,67° O |
| Tunnel (Strecke außer Betrieb) | 24      | Megården Tunnel                 | Megården Tunnel                 |
| Bahnhof (Strecke außer Betrieb) |         | Hellbukta                       | Hellbukta                       |
| Bahnhof (Strecke außer Betrieb) |         | Straumen 67,35° N, 15,6° O      | Straumen 67,35° N, 15,6° O      |
| Bahnhof (Strecke außer Betrieb) |         | Vallvatnet                      | Vallvatnet                      |
| Brücke über Wasserlauf (Strecke außer Betrieb) |         | Svartosen                       | Svartosen                       |
| Abzweig ehemals geradeaus und von rechts |         | Nordlandsbanen von Bodø         | Nordlandsbanen von Bodø         |
| Bahnhof | 0       | Fauske 67,26° N, 15,39° O       | Fauske 67,26° N, 15,39° O       |
| Tunnel |         | Bratthaugen Tunnel              | Bratthaugen Tunnel              |
| ehemaliger Haltepunkt / Haltestelle |         | Finneid 67,25° N, 15,44° O      | Finneid 67,25° N, 15,44° O      |
| Strecke |         | Nordlandsbanen nach Trondheim   | Nordlandsbanen nach Trondheim   |

Die Polarbahn (norwegisch Polarbanen) ist ein norwegisches  Projekt für eine Eisenbahn zwischen Trondheim im Süden und der Grenze zu Russland an der Barentssee im Norden.
In Betrieb befindet sich nur der südliche Teil (die Nordlandbahn) bis Fauske (weiter nach Westen bis Bodø). Der Bau des mittleren Teils von Fauske bis Narvik nach einer von drei im Projekt enthaltenen Varianten  wurde im Zweiten Weltkrieg von der deutschen Wehrmacht begonnen und nach dem Krieg aufgegeben. Die Neuaufnahme am Bau dieses Teilstücks und der Bau des dritten und längsten Teils von Narvik bis zur Barentssee bleibt auch in Zukunft unwahrscheinlich, weil ausreichende Wirtschaftlichkeit nicht erwartet wird.

## Überblick
Bis zur Besetzung Norwegens durch die deutsche Wehrmacht im Zweiten Weltkrieg war die Nordlandbahn erst bis Mosjøen fertiggestellt. Die Deutschen begannen dort mit dem Weiterbau als Teil der „Festung Norwegen“ über Fauske hinaus mit dem vorläufigen Ziel Drag am Tysfjord. Von hier bis Narvik war eine Eisenbahnfähre vorgesehen. Letztlich sollte die Strecke mit einer Gesamtlänge von 1215 km bis Kirkenes mit einer zusätzlichen Abzweigung nach Vadsø nahe Kirkenes gebaut werden. Am Kriegsende war nur ein kleiner Teil der Arbeiten beendet, ein Betrieb bis Fauske war noch nicht möglich.
Nach dem Krieg wurde die Polarbahn bis Fauske fertig gestellt und eine neue Strecke von dort aus nach Westen bis Bodø gebaut. Die Verbindung zwischen Trondheim und Bodø heißt seitdem Nordlandbahn. Die im Krieg begonnenen Arbeiten an der Polarbahn nördlich von Fauske  wurden nicht wieder aufgenommen. Einige Tunnel und Brücken und ein Teil der Trasse zwischen Fauske und Drag wurden in den 1960er Jahren für die Weiterführung der Europastraße 6 nach Norden verwendet. Seit den 1970er Jahren (bis heute: 2020) wird die Idee einer Eisenbahn in den hohen Norden Norwegens unter dem Namen  Nord-Norgebanen (deutsch Nordnorwegenbahn) aber wieder diskutiert.

## Planungsgeschichte

### Trondheim–Helgeland
Eine weit in den Norden führende Bahn wurde von Ole Tobias Olsen schon 1872 initiiert, sie war bis Helgeland geplant. 1892 wurde mit den Vermessungen begonnen. Die ersten spezifischen Pläne für eine Bahnstrecke nördlich von Fauske wurden von den Norges Statsbaner (NSB) 1901 präsentiert. Dabei wurde vorgeschlagen, die Strecke bis nach Røsvik mit einer Zweigstrecke nach Bodø zu bauen.

### Fauske–Narvik

Streckenvarianten Fauske-Narvik
Norwegische Staatsbahnen 1923

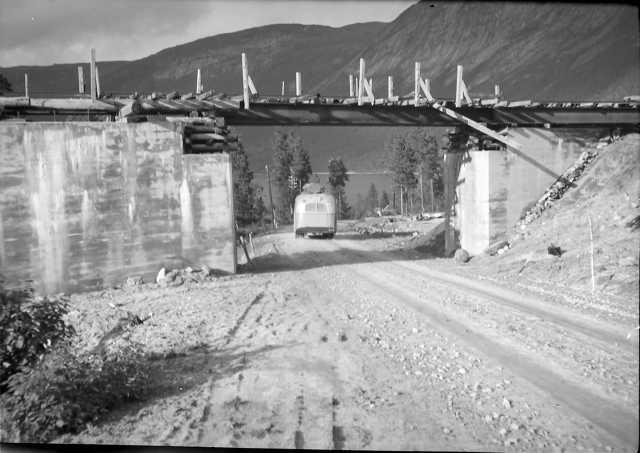
Unterführung der unfertigen Polarbahn in Hamarøy 1947, Teilstrecke Fauske-Narvik

Im Eisenbahnplan von 1923 war eine 306 km lange Bahnstrecke zwischen Fauske und Narvik enthalten. Die Baukosten wurden auf 160 Millionen Kronen geschätzt. Gleichzeitig befand das Eisenbahnkomitee, dass die Nordlandbahn ihre Funktion nicht erfüllen würde, wenn sie nicht Finnmark durchqueren würde.
In den der deutschen Wehrmacht übergebenen Plänen der Norwegischen Staatsbahnen gab es drei Varianten für die Streckenführung von Fauske bis Narvik:
- Die Fährroute sah eine Bahnstrecke nach Korsnes am Tysfjord vor und eine Fortsetzung mit einer Eisenbahnfähre nach Narvik. Dieser Plan enthielt ein Fährterminal am Tjeldsund, von wo es eine Verbindung weiter nach Norden nach Kirkenes gegeben hätte.
- Die Fjordroute wäre über Tømmerneset, Innhavet und Musken um das südliche Ende des Tysfjords herum verlaufen und der Küste bis Balingen und Narvik gefolgt.
- Die Bergroute wäre weiter im Landesinnern von Kobbvatnet über die Höhe nach Gerdalen und durch einen langen Tunnel verlaufen.

Die Fjordroute war 40 km länger als die Bergroute, jedoch erheblich billiger zu bauen.
Ein vierter Vorschlag wurde von der Wehrmacht ins Spiel gebracht und sah bei ansonsten weitgehend identischem Verlauf wie die Fjordroute eine Fähre über den Tysfjord vor.

### Narvik–Kirkenes und Vadsø

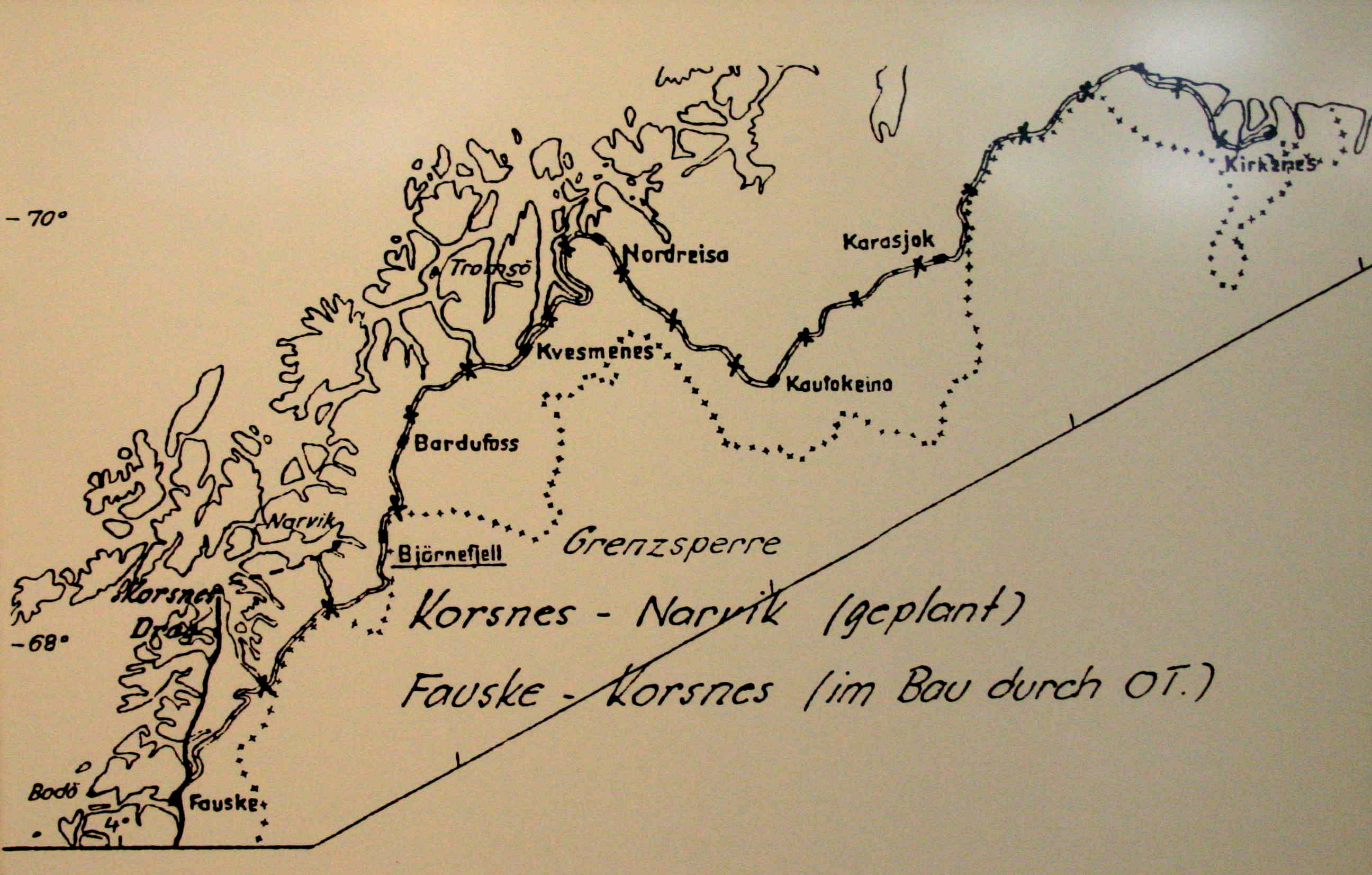
Von der Wehrmacht geplante Streckenführung Fauske-Kirkenes
(separate Strecke Fauske-Korsnes/Narvik im Bau)

Ein Bericht über die Weiterführung von Narvik  bis Kvesmenes wurde im März 1923 veröffentlicht. Ihm folgten Berichte für einen Abschnitt von Kvesmenes nach Alteidet im Juni 1926, von Alteidet zum Porsangerfjord im Dezember 1926, vom Porsangerfjord nach Tana im Juni 1927, von Tana nach Vadsø im Januar 1928 und von Nyborg nach Kirkenes im April 1928. Die Entfernung von Fauske bis Vadsø war 1144 km und von Fauske nach Kirkenes 1215 km. Es wurde geschätzt, dass der Streckenbau 375 Millionen Kronen kosten würde.
Die Planung der Wehrmacht für die Strecke von Narvik nach Kirkenes wurde von Professor Flörke in Narvik geleitet.
Der Bericht enthielt drei Vorschläge:
- Den Vorschlag der NSB aus den 1920er Jahren
- Den Vorschlag der Eisenbahnabteilung des Reichskommissariats
- Den Vorschlag von Flörkes Arbeitsgruppe.

NSB hatte eine Route empfohlen, die der Küste folgt. Flörke empfahl aus militärstrategischen Gründen, weiter im Inland zu bleiben, wo auch weniger Tunnels notwendig gewesen wären.

## Route
Beschrieben werden der Verlauf der von der Wehrmacht begonnenen Fährlinie und der Verlauf der geplanten Strecke Narvik–Kirkenes.

### Abschnitt Finneid–Fauske
Die Strecke begann in Finneid, etwas südlich von Fauske. Sie durchquerte den Bratthaugen-Tunnel, bevor sie Fauske erreichte, wo ein Bahnhof geplant war. Bei Kriegsende am 8. Mai 1945 war der größte Teil des Gleises durch Fauske schon fertiggestellt.

### Abschnitt Fauske–Tysfjord
Die Strecke führte nach Norden und überquerte den Svartosen auf einer Brücke und setzte sich am See Vallvatnet fort, wo ein Begegnungsbahnhof folgen sollte. Der nächste Bahnhof sollte einen Kilometer nördlich des Dorfes Straumen liegen. In Røyrvatnet wurde ein Kraftwerk gebaut. Die Strecke setzte sich am See Hellandsjøen fort. Auf dem 4,9 Kilometer langen Abschnitt vom Hellandsjøen nach Buvik sollten fünf Tunnel und ein Bahnhof in Hellbukta entstehen.
In Megården, 24 km nördlich von Fauske, wurde der 554 m lange Megårdentunnel gebaut. Über die schmale Verbindung zwischen Tørrfjorden und Nordfjorden, dem Trengselet 67,42° N, 15,67° O, der zwischen Torkelsengkollen und Trengselkollen liegt (km 27), sollte eine Brücke entstehen, etwa am Standort der heutigen Trengselbrücke der Europastraße E6.
Nach dem Passieren von Torkeleng 67,42° N, 15,65° O (km 28) sollte die Strecke durch zwei kurze Tunnel führen. Bahnhöfe sollten in Løktehaugen und Kvarv entstehen (km 31 und 39). Zwischen den beiden Bahnhöfen lagen laut Plan 18 Tunnel. Ein Kraftwerk wurde in Kvarv gebaut. Die Strecke sollte durch den 2710 m langen Espenestunnel verlaufen, bevor sie den nächsten Bahnhof in Kalvik erreicht, der 47 km von Fauske entfernt liegen sollte.
Der nächste Bahnhof wäre in Sommerset (km 59) entstanden, gefolgt vom Bahnhof in Lappstorvik. Danach hätte die Bahnstrecke den Sørfjord erreicht. Die nächsten beiden Bahnhöfe sollten in Kobbvatnet und Gjerdalen sein. Danach wäre die Strecke durch einen Basistunnel und durch den Sildhopfjelltunnel (km 77) verlaufen. Sie wäre durch den 5070 m langen Tennvatntunnel, einen weiteren 2720 m langen Tunnel und den Falkelvatunnel fortgesetzt worden. Bahnhöfe wären in Kråkmo und Sandnes gebaut worden (km 91 und 100). Die Strecke wäre durch den 2000 m langen Hellarviktunnel kurz vor dem Erreichen des Bahnhofs Tømmernes verlaufen (km 110). 123 km von Fauske entfernt wäre der Trollpollhaugentunnel entstanden. Von Korsnes (Drag) am Tysfjord bis Narvik war eine Eisenbahnfähre vorgesehen.

### Abschnitt Narvik–Skibotn
Von Narvik bis Bjørnfjell wäre die nach Schweden führende bestehende Strecke Narvik-Luleå benutzt worden. Die neue Strecke wäre in der Nähe der norwegisch-schwedischen Grenze im Fylke Troms verlaufen, bevor sie in das Salangsdalen heruntergeführt worden wäre. Sie hätte die Dörfer Setermoen und Andselv berührt, bevor sie westlich des Sees Takvatnet verlaufen wäre. Sie hätte den Balsfjord erreicht, dem sie bis Nordkjosbotn gefolgt wäre. Dort hätte sie Balsfjordeidet zum Storfjord überquert, dem sie auf der Ostküste gefolgt wäre. Dabei wäre sie durch das Dorf Skibotn gekommen und um den Kåfjorden herum und durch den Ort Birtavarre (Kåfjordbotn) hindurch geführt worden.

### Abschnitt Skibotn–Nordreisa
Danach wäre die Strecke am Rotsundet verlaufen und hätte Nordreisa erreicht, 335 km von Bjørnfjell entfernt.

### Abschnitt Nordreisa–Kirkenes
Bei Nordreisa wäre der küstennahe Verlauf beendet gewesen. Bis Skiippagurra bei Tana bru wäre er im Landesinneren erfolgt. Die Strecke wäre zunächst dem Reisaelva (deutsch: Reisa) über eine Länge von ungefähr 85 km nach Südosten gefolgt, wobei sie einen großen S-förmigen Bogen um den See Ráisjávri beschrieben hätte, und hätte 140 km von Nordreisa entfernt Kautokeino erreicht. Dann wäre sie weiter nach Nordosten geführt worden. Sie hätte das Plateau Finnmarksvidda überquert und Karasjok erreicht, 280 km von Nordreisa entfernt. Die Strecke wäre wieder nach Norden verlaufen, entlang der norwegisch-finnischen Grenze und dem Tanaelva bis Skiippagurra, 450 km von Nordreisa entfernt. Von dort sollte die Strecke entlang der Südküste des Varangerfjords und um den Kjøfjord herum bis Kirkenes gebaut werden. Eine Abzweigung nach Vadsø wäre entlang der Nordküste des Varangerfjords verlaufen.

## Bau

### Nördlicher Teil Nordlandsbahn
Unmittelbare Pläne der Wehrmacht riefen die NSB dazu auf, die Nordlandbahn bis zum 1. August 1943 bis nach Rognan zu bauen und später im Herbst bis nach Fauske.

### Fauske–Tysfjord
Der Bau des Abschnitts nördlich von Fauske wurde im Gegensatz zu dem südlicheren Abschnitt ohne norwegische Beteiligung durchgeführt.
Der Bau wurde von der Einsatzgruppe Wiking geleitet, die ihren Sitz in Mo i Rana und Niederlassungen in Fauske und Tømmerneset hatte. Die Arbeiten wurden von einer Reihe deutscher Baufirmen getätigt. Der Bau der Polarbahn begann im Januar 1943. Der erste Schritt beim Bau waren Hilfsbauten wie Baracken, Kaianlagen und Energieversorgung. Die Arbeitskräfte waren überwiegend russische und serbische Kriegsgefangene. Trotz der enorm großen Zahl von Arbeitskräften war der Bau offenkundig ineffizient und Teile der Bahnstrecke, die weiter im Süden schon fertiggestellt wurden, waren von so schlechter Qualität, dass ein großer Teil der Gleise ersetzt werden musste. Nördlich des Tysfjords war die einzige bereits aufgenommene Baustelle eine Baustraße zwischen Narvik und Bjørnfjell.
Die Gegend, in der die Strecke gebaut wurde, war ohne Straßenverbindung und das steile Gelände machte es schwierig, die Bahnstrecke anders als in der Nähe der Fjorde zu positionieren. Da dies das Gebiet war, wo die Einwohner der Region lebten, gab es Interessenkonflikte. Gemäß dem aus Friedenszeiten stammenden Zwangsenteignungsgesetz war der Staat gezwungen, angemessene Entschädigungen für die enteigneten Grundstücke und Häuser zu zahlen, um öffentliche Infrastruktur zu bauen. Die deutsche Besatzungsmacht hatte kein Interesse daran, diese Gesetze zu beachten, und nahm das benötigte Eigentum einfach in Anspruch, oft ohne die örtlichen Einwohner überhaupt zu informieren. In Lappstorvika wurde die Straße so baufällig, dass die Einwohner beschlossen, bis nach dem Krieg wegzuziehen.
30.000 Kriegsgefangene wurden zur Arbeit an die Bahnstrecke nach Nordland gebracht. Die Behandlung der Kriegsgefangenen war unterschiedlich abhängig von ihrer Nationalität, ihrem Status in Bezug auf die Genfer Konvention und ihre Anpassung. Russen, die dazu übergingen, Andrei Andrejewitsch Wlassow zu unterstützen, wurden besser behandelt und oft in ihre eigenen Lager geschickt. Nur zwei der über 1000 polnischen Kriegsgefangenen in Nordland starben und sie wurden besser behandelt, weil Polen als generell achsenfreundlich eingestuft wurden. Die Wehrmacht investierte das Äquivalent von 15 Millionen Kronen in Arbeit und anderen Kosten in die Strecke. Gegen Ende des Zweiten Weltkriegs in Europa, am 8. Mai 1945, lebten etwa 8.300 Kriegsgefangene in den Lagern am Streckensegment zwischen Fauske und Drag. Ungefähr 10 Prozent der Arbeiter, die an der Baustelle gearbeitet hatten, waren gestorben.
Am 4. Dezember 1945 startete die sowjetische Botschaft in Oslo einen Dialog mit dem norwegischen Außenministerium, um eine gemeinsame norwegisch-russische Untersuchungskommission einzusetzen, die die Fragen bezüglich russischer Kriegsgefangener in Norwegen untersuchen sollte. Die Kommission wurde mit Unterstützung der norwegischen Stellen im März 1946 eingerichtet. Sowohl NSB als auch die staatlichen norwegischen Stellen waren besorgt, dass das sowjetische Ziel ein Anspruch auf eine finanzielle Kompensation für die effektiv geleistete Arbeit der Kriegsgefangenen in Norwegen sein könnte. Obwohl grobe Schätzungen der geleisteten Arbeitsstunden durchgeführt wurden, wurde nie ein monetärer Wert dieser Arbeit ermittelt und nie ein Anspruch der Sowjetunion an Norwegen ausgesprochen.

## Weitere Entwicklungen

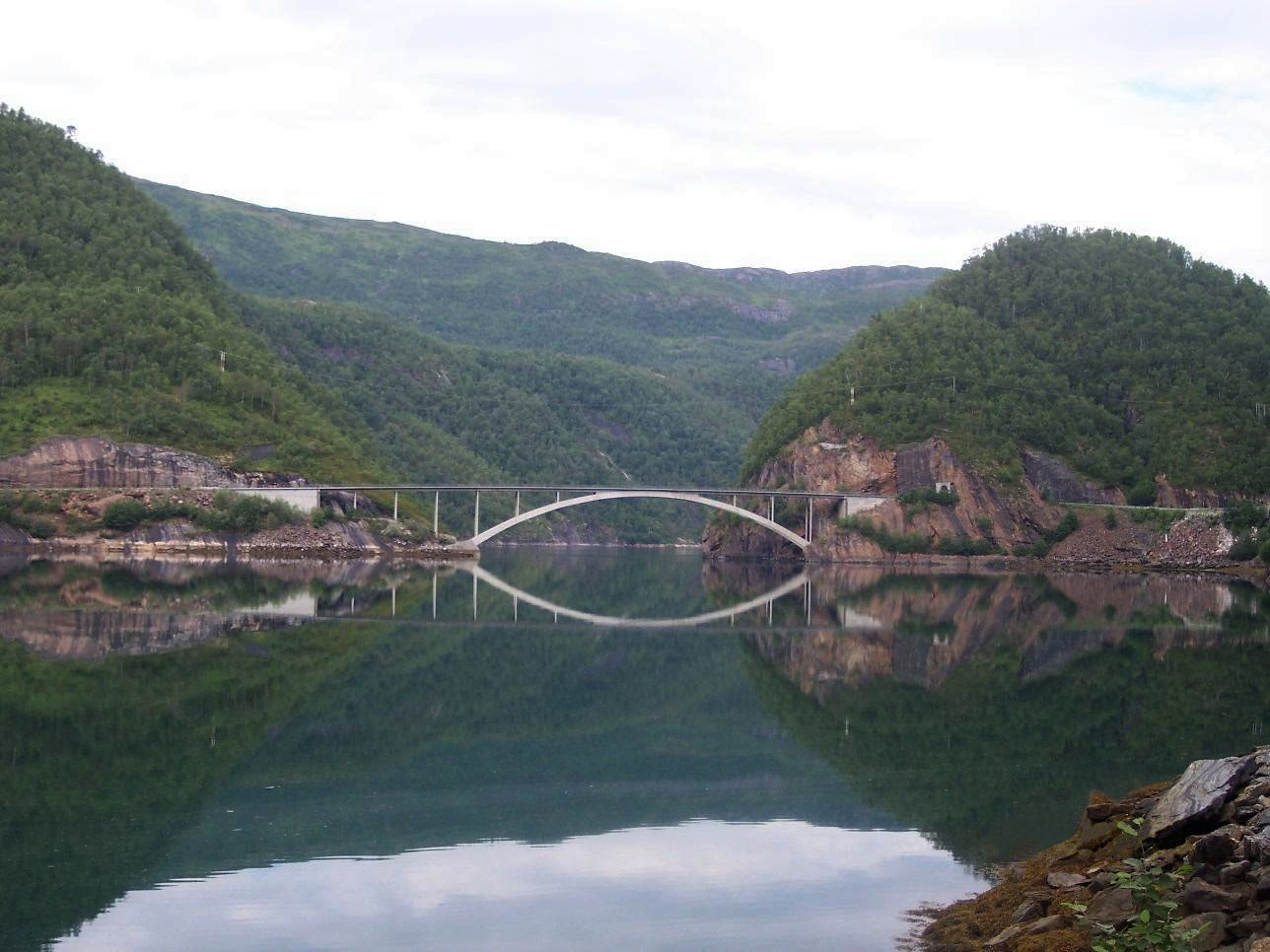
Die Trengselbrücke an der Europastraße 6 war ursprünglich als Teil der Polarbahn vorgesehen. Ein Teil des Tunnels ist noch heute von der Straße aus sichtbar.

Die Nordlandbahn wurde 1962 bis Bodø fertiggestellt. In den 1960er Jahren entschied das Parlament, die Pläne für die Fortsetzung der Bahnstrecke nach Norden für zehn Jahre auszusetzen. Stattdessen sollte das Straßennetz ausgebaut werden. Seit den 1970er Jahren wurde eine Reihe regionaler Flughäfen gebaut, was den Bedarf für eine Bahnstrecke für den Personenverkehr weitgehend zurückstellte. 1968 zogen die NSB erneut den Bau einer Nordnorwegenbahn in Betracht. Der Vorschlag sah die Erweiterung der bestehenden Nordlandbahn von Fauske über Narvik nach Harstad und Tromsø vor. Das Verkehrsministerium empfahl, die Strecke nicht zu bauen. Allerdings wurde in den 1970er Jahren erwogen, das einsetzende Einkommen aus der Ölförderung für den Ausbau der einheimischen Infrastruktur einzusetzen.
1977 wurde die Ribukommission eingesetzt, die den Bau der Bahnstrecke nördlich von Fauske untersuchte. Die Kommission gab keine klaren Empfehlungen darüber, ob die Bahnstrecke gebaut werden sollte. Sie hielt fest, dass der Bau 4,4 Milliarden NOK kosten würde und eine Subventionierung des Betriebs nötig wäre. Der Bau würde einen positiven ökonomischen Effekt auf die Region haben, insbesondere wenn zusätzlich industrielle und kommerzielle Investitionen entlang der Route vorgenommen würden. Das Parlament traf keine Entscheidung, als es den Bericht der Kommission 1983 debattierte. Stattdessen wurde 1992 ein neuer Bericht herausgegeben. Diesmal wurde eine Hochgeschwindigkeitsstrecke empfohlen. Das Projekt wurde 1994 vom Parlament verworfen.
Als die Europastraße 6 in den 1960er Jahren von Fauske nach Norden gebaut wurde, wurden Teile der Trasse, die für die Polarbahn angelegt worden war, für die Straße verwendet. Insbesondere folgt die Europastraße der Bahnroute von Fauske am See Vallvatnet vorbei bis zu einem Punkt nördlich von Straumen. Außerdem ist ein Teil der Trasse bei Torkilseng verwendet worden. Die Straße benutzt Tunnel in Asp, Eva, Espenes, Kobbvatnet und nördlich von Tømmerneset, die für die Bahnstrecke angelegt worden waren.
Im Jahr 2022 wurde ein neuer Anlauf für eine Nord-Norgebanen genommen. Das Ministerium für Verkehr und Kommunikation beauftragte Jernbanedirektoratet eine Optionsstudie für eine solche Bahnstrecke zwischen Fauske und Tromsø mit einer Zweigstrecke nach Harstad zu erstellen. Ergebnisse hierzu sollen im Sommer 2023 vorliegen. Eine letzte umfassende Untersuchung fand noch unter Vorsitz der NSB im Jahr 1993 statt. Der neue Bericht soll unabhängig früherer Untersuchungen erfolgen. In einer Pressemeldung des Ministeriums wird geschrieben, dass mit der Studie Erkenntnisse vorliegen, ob überhaupt in der heutigen Zeit eine solche Bahnstrecke realisiert werden kann.